# 그레타 치
그레타 치(Greta Chi)는 덴마크의 배우이다. 외교관 출신인 중국인 아버지와 독일인 어머니 사이에서 태어났다. 1959년부터 1976년까지 5편의 영화, 7편의 텔레비전 드라마에 출연했다. 연예계에서 은퇴한 이후에는 스위스 루체른에 거주했다.

## 출연 작품

### 영화
- Five Gates to Hell (as Yoette; 1959)
- Lisette (Fall Girl) (as Lisette; 1961)
- Queen of The Chantecler (as Mata Hari; 1962)
- Fathom (as KGB Major Jo May Soon; 1967)
- Farewell to Manzanar (documentary; 1976)

### 텔레비전 드라마
- The Brothers Brannagan (as Tina in "The Key of Jade"; 1960)
- Adventures in Paradise (as Tara in "The Beach at Belle Anse"; 1962)
- Bewitched (as Ling-Ling; 1965)
- The Rogues (1965)
- Burke's Law (as Kara in "The Prisoners of Mr. Sin"; 1965)
- Get Christie Love! ("Deadly Justice"; 1974)
- Police Story (as Barbara Chang in "Year of the Dragon: Part 2"; 1975)